# Creuer Trieste
El Trieste va ser el segon dels dos creuers pesats de classe Trento construïts per a la Regia Marina italiana. Al vaixell col·locar la quilla el juny de 1925, va ser avarat a l'octubre de 1926 i va ser posat en servei el desembre de 1928. El Trieste estava molt lleugerament blindat, amb només un cinturó blindat de 70 mm (2,8 polzades) de gruix, tot i que posseïa una gran velocitat i una bateria principal pesada de vuit canons de 203 mm (8 polzades). Encara que nominalment construïts sota les restriccions del Tractat Naval de Washington, els dos creuers van superar significativament els límits de desplaçament imposats pel tractat. El vaixell va passar la dècada de 1930 realitzant creuers d'entrenament al mar Mediterrani, participant en revistes navals realitzades per a dignataris estrangers i servint com a vaixell insígnia de la divisió de creuers. També va ajudar a transportar tropes voluntàries italianes que havien estat enviades a Espanya per lluitar a la Guerra Civil Espanyola a tornar a Itàlia el 1938.
El vaixell va viure una àmplia acció durant la Segona Guerra Mundial, incloses les batalles del cap Spartivento i del cap Matapan el novembre de 1940 i el març de 1941, respectivament. Trieste també va ser emprada per escortar combois per proveir les forces italianes al nord d'Àfrica; durant una d'aquestes operacions el novembre de 1941, va ser torpedinat per un submarí britànic. El 10 d'abril de 1943, mentre el vaixell estava amarrat a La Maddalena, Sardenya, va ser bombardejat i enfonsat per bombarders pesants nord-americans. La seva superestructura va ser tallat i va ser reflotada el 1950; l'Armada espanyola va comprar el casc el 1952, amb la intenció de convertir el vaixell en un far portaavions, tot i que el pla va quedar en res a causa dels creixents costos del projecte. Finalment, es va desballestar el 1959.

## Disseny

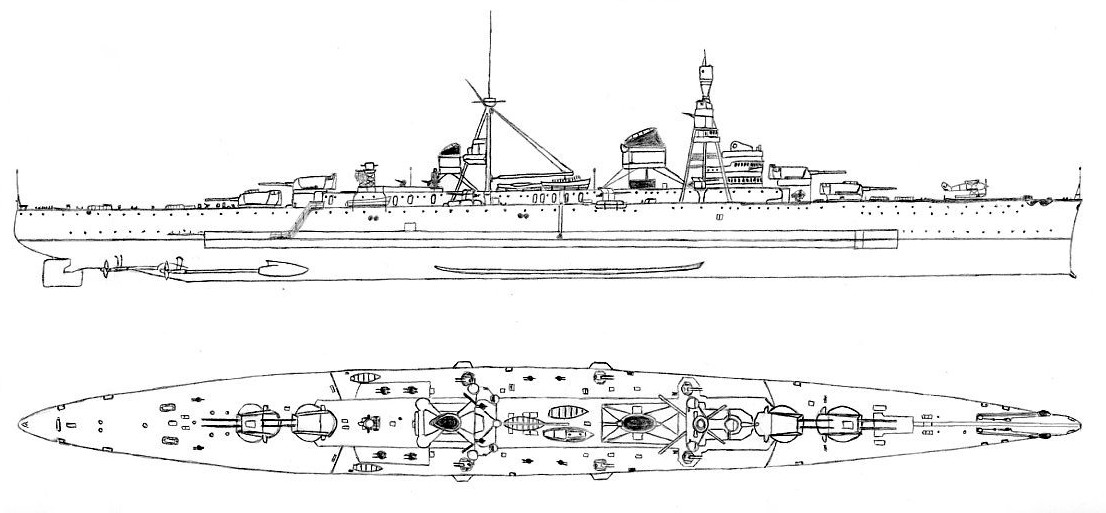
Dibuix de plànol i perfil de la classe Trento

El Trieste tenia una eslora total de 196,96 metres (646 peus 2 polzades), amb una mànega de 20,6 m (67 peus 7 polzades) i un calat de 6,8 m (22 peus 4 polzades). Desplaçava 13.326 tones llargues (13.540 t) a plena càrrega, tot i que el seu desplaçament estava nominalment dins de la restricció de 10.000 tones llargues (10.160 t) establerta pel Tractat Naval de Washington. La superestructura del vaixell incloïa una gran torre de comandament cap endavant i una posició secundària més petita a popa. Estava equipada amb un parell de pals de trípode, un just a darrere de la torre de comandament i el segon més a popa. Tenia una tripulació de 723 oficials i soldats, encara que durant la guerra això va augmentar a 781.
La seva central elèctrica consistia en quatre turbines de vapor Parsons alimentades per dotze calderes Yarrow alimentades amb petroli, que estaven encaixades en dos embuts al mig del vaixell. Els seus motors tenien una potència de 150.000 cavalls de potència (110.000 kW) per a una velocitat màxima de 36 nusos (67 km/h; 41 mph), però en proves al mar només van arribar a 35,65 nusos (66,02 km/h; 41,03 mph). Aquesta velocitat només es podia assolir amb un desplaçament molt lleuger, i en servei, la seva velocitat màxima pràctica era de només 31 nusos (57 km/h; 36 mph). El vaixell tenia una autonomia de creuer de 4.160 milles nàutiques (7.700 km; 4.790 milles) a una velocitat de 16 nusos (30 km/h; 18 mph).
El Trieste estava armat amb una bateria principal de vuit canons Mod 24 de calibre 50 de 203 mm (8 polzades) en quatre torretes. Les torretes estaven disposades en parelles de superfire a proa i popa. La defensa antiaèria era proporcionada per una bateria de setze canons Skoda de cal. 47 de 100 mm (4 polzades) en muntatges dobles, quatre canons Vickers-Terni 40 mm/39 en muntures individuals i quatre canons de 12,7 mm (0,50 polzades). A més de l'armament del canó, portava vuit tubs de torpedes de 533 mm (21 polzades) en quatre llançadors bessons muntats en coberta. Portava un parell d'hidroavions IMAM Ro.43 per al reconeixement aeri; l'hangar estava situat sota el castell de proa i es va muntar una catapulta fixa a la línia central a la proa.
La bateria secundària del Trieste va ser revisada diverses vegades durant la seva carrera. Els canons de 100 mm es van substituir per versions Mod 31 més noves del mateix calibre. El 1937–1938, es van retirar els dos canons de 100 mm més a popa, juntament amb les quatre metralladores de 12,7 mm; vuit de 37 mm (1,5 polzades) 54 cal. Al seu lloc es van instal·lar canons Breda M1932 i vuit metralladores Breda M1931 de 13,2 mm (0,52 polzades), totes amb muntura doble. El 1943, el vaixell va rebre vuit canons Breda M1940 de 20mm cal. 65 en muntures individuals.
Estava protegit amb un cinturó blindat de 70 mm (2,8 polzades) de gruix al mig del vaixell amb mampares blindades de 40 a 60 mm (1,6 a 2,4 polzades) de gruix a cada extrem. La seva coberta blindada tenia un gruix de 50 mm (2 polzades) a la part central del vaixell i es reduïa a 20 mm (0,79 polzades) a cada extrem. Les torretes de canó tenien un revestiment de 100 mm (3,9 polzades) de gruix a les cares i les barbetes de suport on s'asseien eren de 60 a 70 mm (2,4 a 2,8 polzades) de gruix. La torre de control principal tenia costats de 100 mm de gruix.

## Historial de serveis

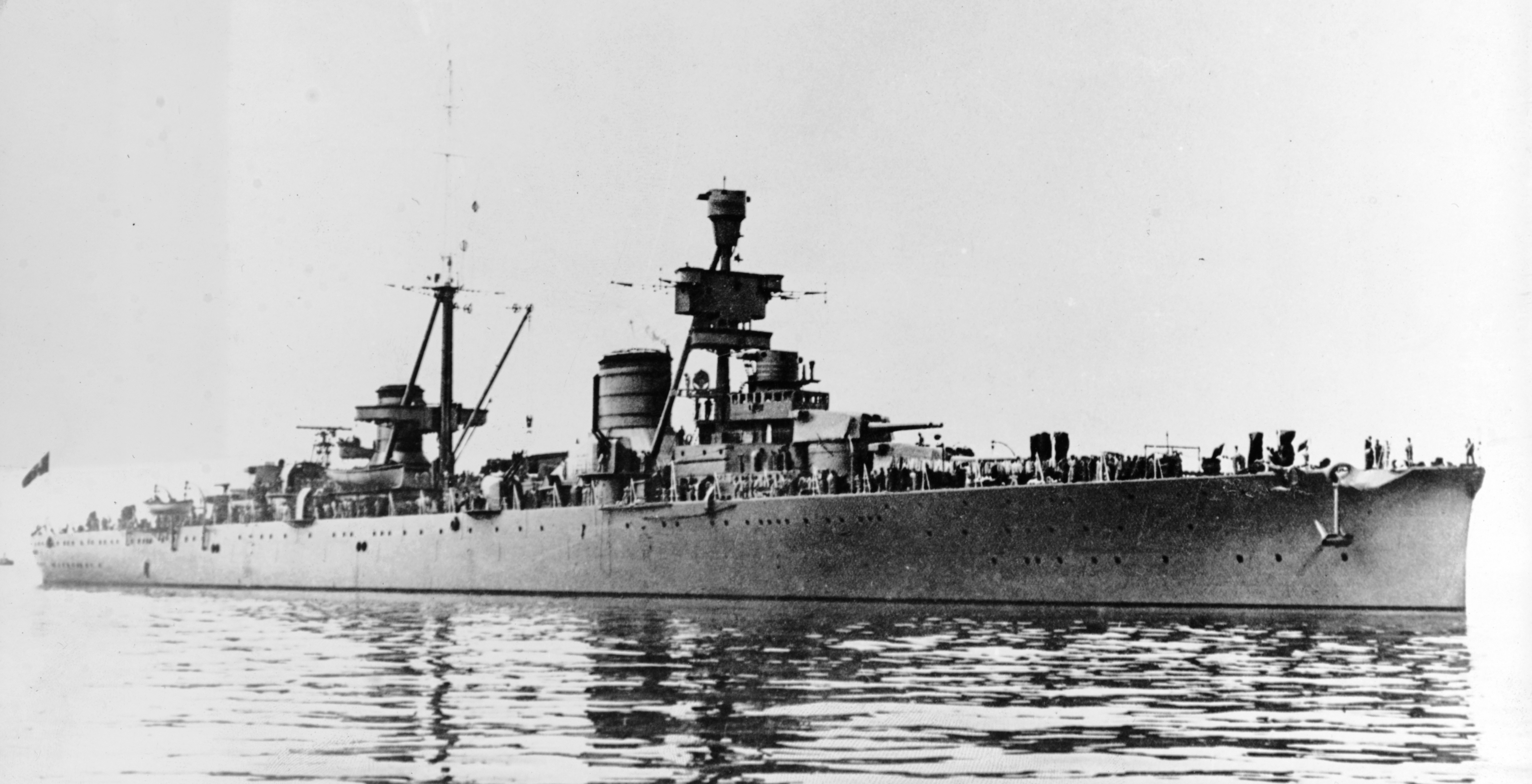
El Trieste al començament de la seva carrera

Al Trieste se li va posar la quilla a la drassana Stabilimento Tecnico Triestino de la seva ciutat homònima el 22 de juny de 1925. El casc acabat va ser avarat el 24 d'octubre de 1926, un any abans que el seu germà Trento. Un cop finalitzats els treballs d'equipament, el vaixell va ser assignat a la flota italiana el 21 de desembre de 1928. El 16 de maig de 1929 es va unir al Trento a la divisió de creuers de nova creació per a un creuer al nord del mar Mediterrani que va durar fins al 4 de juny. L'1 d'octubre, el Trieste es va convertir en el vaixell insígnia de la 1a Esquadra. A mitjans de 1931, va entrar a la drassana de La Spezia per a una revisió que incloïa la substitució del seu trípode per una versió de cinc potes més estable. Els dies 6 i 7 de juliol de 1933, el Trieste, el Trento i els quatre creuers de la classe Zara (el Zara, el Fiume, el Pola i el Gorizia) van fer una revista naval per al dictador italià Benito Mussolini al golf de Nàpols. El 2 de desembre de 1933, el Trieste, el Trento i el creuer pesant Bolzano van formar la 2a Divisió del 1r Esquadró. La unitat va ser rebatejada com a 3a Divisió el juliol de 1934.
El 18 de juny de 1935, el Trieste va substituir temporalment el Trento com a vaixell insígnia de la divisió. Mussolini va fer un breu recorregut per la Líbia italiana del 10 al 12 de març de 1937, i el Trieste va ser un dels vaixells que el van escortar. El 7 de juny, va participar en una important revista naval celebrada durant la visita del mariscal de camp alemany Werner von Blomberg. El vaixell es va convertir en el vaixell insígnia del 2n Esquadró el 15 de febrer de 1938. El 5 de maig, es va celebrar una altra revista naval al golf de Nàpols, aquesta vegada per a la visita d'estat del dictador alemany Adolf Hitler. El 12 d'octubre de 1938, el Trieste va sortir de Messina amb el 10è Esquadró de Destructors, amb destinació a Cadis. Allà es van trobar el 15 d'octubre amb quatre vaixells mercants italians, que van embarcar 10.000 membres del Corpo Truppe Volontarie (Cos de tropes de voluntaris) que havien estat enviats per donar suport a les forces nacionalistes del general Francisco Franco durant la Guerra Civil Espanyola. El comboi va sortir de Cadis el 16 d'octubre i va tornar a Nàpols el 20. El 17 de maig de 1939, el Trieste va participar en una altra revista de la flota, aquesta per al príncep Pau de Iugoslàvia durant la seva visita a Itàlia. Del 5 al 19 de juny, el Trieste es va unir a la resta de la flota a Livorno per a la primera celebració del Dia de la Marina el 10 de juny. D'octubre a desembre, el vaixell va ser sotmès a una renovació important, que va incloure modificacions al seu armament i la instal·lació de taps d'embut.

### Segona Guerra Mundial
El 10 de juny de 1940, Itàlia va declarar la guerra a Gran Bretanya i França, entrant formalment a la Segona Guerra Mundial. El creuer pesant Pola va substituir el Trieste com a vaixell insígnia de l'esquadra, que al seu torn es va convertir en el vaixell insígnia de la 3a Divisió, que també incloïa el Trento i el Bolzano. Aquests quatre creuers es van desplegar al nord de Sicília per patrullar per als vaixells aliats el primer dia de la guerra d'Itàlia. El 31 d'agost, la 3a Divisió va fer una sortida per interceptar el comboi britànic d'Alexandria a Malta a l'operació Barrets, encara que la flota italiana va interrompre l'operació sense trobar-se amb els vaixells mercants. El Trieste va tornar a Tàrent el 2 de setembre. Va estar allà la nit de l'11 al 12 de novembre, quan els britànics van assaltar el port, i va sortir il·lès.
El Trieste va sortir amb la flota el 26 de novembre en un intent d'interceptar un altre comboi a Malta. L'endemà al matí, un hidroavió de reconeixement del Bolzano va localitzar l'esquadró britànic. Poc després de les 12:00, els informes de reconeixement italians van informar al comandant de la flota italiana, el vicealmirall Inigo Campioni, de la força de la flota britànica, i així va ordenar que els seus vaixells es separessin. En aquest moment, el Trieste i els altres creuers pesats ja havien començat a enfrontar-se als seus homòlegs britànics a la batalla del cap Spartivento, i havien aconseguit dos impactes sobre el creuer HMS Berwick, el segon dels quals s'acredita al Trieste o al Trento. El creuer de batalla HMS Renown va intervenir i es va posar ràpidament a cavall del Trieste dues vegades, encara que només va infligir danys d'estella. Això va obligar Campioni a comprometre el cuirassat Vittorio Veneto, que al seu torn va obligar els creuers britànics a interrompre l'acció, permetent que ambdós bàndols se separessin.
El 9 de febrer de 1941, el Trieste va sortir amb la resta del 2n Esquadró per buscar la Força H després que aquesta hagués bombardejat Gènova; els italians van tornar a port sense èxit. Del 12 al 13 de març, el Trieste va escortar un comboi ràpid cap al nord d'Àfrica.

#### Batalla del cap Matapan

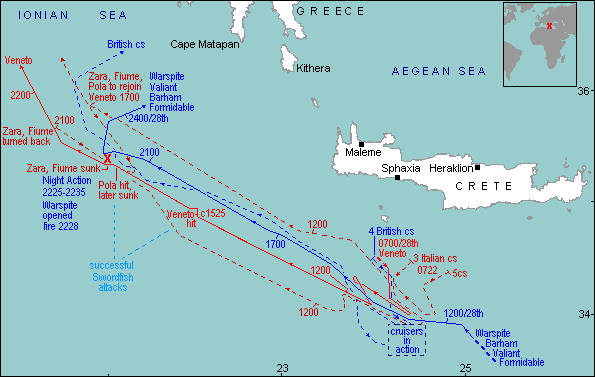
Mapa que mostra els moviments de les flotes italiana i britànica

El 27 de març, la divisió va fer una sortida amb la resta de la flota per a un gran escombrat cap a l'illa de Creta. Durant l'operació, el Trieste va portar la bandera del contraalmirall Luigi Sansonetti. A les 06:55 del dia 28, un hidroavió IMAM Ro.43 llançat pel Vittorio Veneto va localitzar un esquadró de creuers britànic, i a les 07:55, el Trieste i la 3a Divisió havien arribat a l'abast visual. Disset minuts més tard, els creuers italians van obrir foc des d'un rang de 24.000 iardes (22.000 m), iniciant la primera fase de la batalla del cap Matapan; en els següents quaranta minuts, el Trieste va disparar un total de 132 obusos perforants, encara que els problemes amb els seus telèmetres i l'extrem rang de l'acció van impedir que obtingués cap cop significatiu.
A les 08:55, el comandant de la flota italiana, el vicealmirall Angelo Iachino, va ordenar a Sansonetti que interrompés l'acció amb els creuers britànics i girés cap al nord-oest, per atraure els vaixells britànics al rang del Vittorio Veneto. Cap a les 11:00, el Vittorio Veneto havia tancat la distància prou com per obrir foc, i Sansonetti va fer girar els seus tres creuers per unir-se a la lluita. Els creuers britànics de 6 polzades armats amb canons van ser superats tant pels creuers pesats italians com pel Vittorio Veneto, i ràpidament van invertir el rumb. Mentre els dos bàndols encara estaven maniobrant, un grup de torpediners britànics des de Creta va arribar i van atacar sense èxit el Trieste i la resta de la seva divisió poc després de les 12:00. Més atacs del portaavions HMS Formidable van convèncer Iachino d'interrompre l'acció i retirar-se a les 12:20.
Més tard durant el dia, el Vittorio Veneto i el Pola van ser torpedinats per avions britànics, aquests últims van quedar immobilitzats. El Trieste, el Trento i el Bolzano també van ser atacats per avions, però van escapar sense danys. El Trieste va arribar a Tàrent en companyia del danyat Vittorio Veneto a les 15:30 de l'endemà. mentrestant, el Pola, el Fiume i el Zara van ser destruïts durant l'acció nocturna amb cuirassats britànics a la tarda del dia 28.

#### Operacions de combois
Del 24 al 30 d'abril, el Trieste i el Bolzano van escortar un comboi cap al nord d'Àfrica. Una combinació de mar forta i la presència de vaixells de guerra britànics van obligar el comboi a refugiar-se a Palerm, Messina i Augusta a Sicília abans de poder fer la travessa cap a Trípoli. Un mes després, els dos creuers van cobrir un altre comboi; per a la tornada del viatge, els vaixells es van incorporar a un segon comboi que també tornava a Itàlia. Un altre comboi va fer la travessia del 8 al 9 de juny, novament escortat pel Trieste i el Bolzano, juntament amb els destructors  Corazziere, Ascari i Lanciere. El Trieste i el creuer pesant Gorizia i els vaixells del 12è Esquadró de Destructors van cobrir quatre transatlàntics que s'havien convertit en vaixells de tropa el 25 de juny; els forts atacs aeris britànics aquella nit van obligar el comboi a tornar a Tàrent. Es va fer un segon intent el 27 de juny i els vaixells van arribar amb èxit a Trípoli el matí del 29. Els atacs aeris pesats van apuntar als vaixells mentre estaven descarregant l'endemà, però els vaixells van poder completar la tasca, partir aquell dia i arribar a Tàrent l'1 de juliol.
Del 16 al 20 de juliol, el Trieste, el Bolzano, l'Ascari, el Corazziere i el destructor Carabiniere van cobrir un altre comboi ràpid a Trípoli. El 22 d'agost, el Trieste va sortir amb altres elements de la flota italiana per intentar localitzar la Força H; van tornar al port quatre dies després amb les mans buides. A finals de setembre, els britànics van enviar un altre comboi per reforçar Malta, amb el nom en clau Operació Halberd; la flota italiana va sortir el 26 de setembre per intentar interceptar-la, però va interrompre l'operació en descobrir la força de la força d'escorta britànica. El Trieste va participar al comboi de Duisburg del 8 al 9 de novembre juntament amb el Trento, els dos vaixells que servien de força de cobertura del comboi. El comboi va ser atacat per vaixells de guerra britànics a les primeres hores del 9 de novembre, tot i que la força de cobertura no va intervenir i el comboi va ser destruït.
El Trieste va escortar un altre comboi cap a Líbia el 21 de novembre en companyia del creuer lleuger Luigi di Savoia Duca degli Abruzzi. A la tarda aquella nit, el comboi va patir un atac combinat de submarí i avió; a les 23:12, el Trieste va ser torpedinat pel submarí HMS Utmost, i un torpediner va colpejar el Duca degli Abruzzi poc després. Els dos vaixells danyats van ser escortats de tornada a Messina pel creuer Giuseppe Garibaldi i el destructor Bersagliere, arribant cap a les 08:00 del matí següent. Després de completar les reparacions, el Trieste es va unir al Bolzano i al Gorizia—els únics altres creuers pesats supervivents de la flota— a la 3a Divisió reorganitzada. Els vaixells van sortir amb vuit destructors el 12 d'agost de 1942 per intentar interceptar un comboi britànic; mentre tornava enrere després de la cancel·lació de l'operació, el Bolzano i un dels destructors van ser torpedinats per un submarí britànic.

#### Enfonsament
El 10 d'abril de 1943, mentre estava amarrat a La Maddalena, Sardenya, el Trieste va ser atacada per bombarders pesants B-24 Liberator de les Forces Aèries de l'exèrcit dels Estats Units. Va rebre diversos cops a les 13:45, i a les 16:13 va bolcar a estribord i es va enfonsar a les aigües poc profundes. Les baixes van ser relativament lleugeres, amb 66 homes morts o desapareguts; d'ells, tres eren oficials, vuit eren suboficials i cinquanta-cinc eren mariners enrolats i 66 ferits, vuit suboficials i cinquanta-vuit mariners. El vaixell va romandre al registre naval fins al 18 d'octubre de 1946, quan va ser afectada formalment.

### Després de la guerra
Les operacions de salvament van començar l'any 1950, començant amb la retirada de la superestructura del vaixell. El casc es va fer estanc, es va reflotar, encara es va bolcar i va ser remolcat fins a La Spezia. Allà es va endreçar el vaixell i, en inspecció, els treballadors de la drassana van descobrir que el fuel que s'havia filtrat a les sales de màquines havia conservat la maquinària. L'Armada espanyola va comprar el casc i el va remolcar a Cartagena i després a Ferrol el 1952 per convertir el Trieste en un portaavions lleuger. El cost del projecte va resultar prohibitiu, i l'any 1956 l'Armada espanyola va vendre el vaixell per ferralla; el vaixell es va desballestar el 1959.